# Џејмс Сикинг
Џејмс Бери Сикинг (енгл. James Barrie Sikking; Лос Анђелес, 5. март 1934 — Лос Анђелес, 13. јул 2024), или Џејмс Б. Сикинг, био је амерички филмски и ТВ глумац.
Номинован је за: Награда Еми за најбољег споредног глумца у драмској серији за улогу у серији Hill Street Blues у којој је глумио од 1981 до 1987. Појавио се у филмовима Мртва тачка (1967), Звездана комора (1983), Звездане стазе III: Потрага за Споком (1984), Уски пролаз (1990), Досије пеликан (1993), Како украсти младу (2008).